# Sudweyher Beeke
Die Sudweyher Beeke ist ein linker Nebenbach des Süstedter Baches im Ortsteil Sudweyhe der Gemeinde Weyhe im Landkreis Diepholz.
Nach dem Bach ist die Sudweyher Straße Sudweyher Beeke benannt; auch der Straßenname Achter de Beeke ("Hinter dem Bach") bezieht sich auf den Bach.

## Verlauf
Der Bach entspringt östlich der Hache am Holtwischdamm gegenüber dem Kirchweyher Freibad. Von dorf fließt er nach Ostnordosten bis zur Sudweyher Straße, dann entlang dieser nach Norden, durchquert den Ortsteil Sudweyhe entlang der Straße(n) Achter de Beeke, umrundet den Brink und verläuft dann Richtung Ostnordosten, bis er schließlich oberhalb des Kirchweyher Sees in den Süstedter Bach mündet.

## Hochwasser
Im Frühjahr 1970 kam es in Folge von Schneeschmelze und Starkregen zu Hochwasser im Hachesystem. Durch die damalige Stauanlage der Sudweyher Mühle kam es zu einem Rückstau, der das Wasser aus der Hache auch in die Sudweyher Beeke gelangen ließ. Diese trat ihrerseits über die Ufer, so dass auch Sudweyhe überschwemmt wurde. 1999 wurde der Hauptstrom der Hache durch Verlegung um den Mühlenstau herumgeführt; seitdem führen dort auch größere Wassermengen nicht mehr zu Hochwasser.

## Bilder

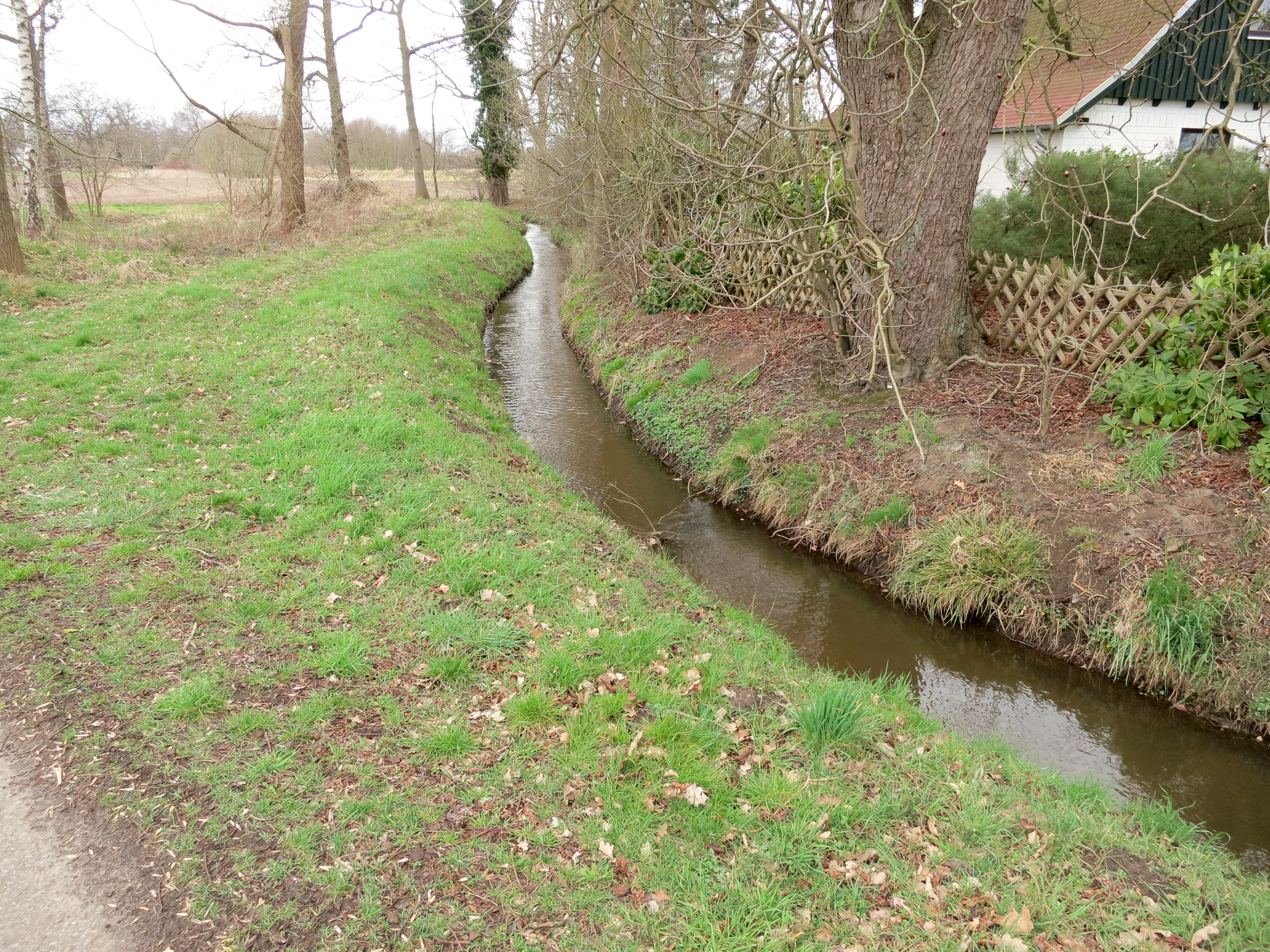
Oberlauf am Holtwischdamm
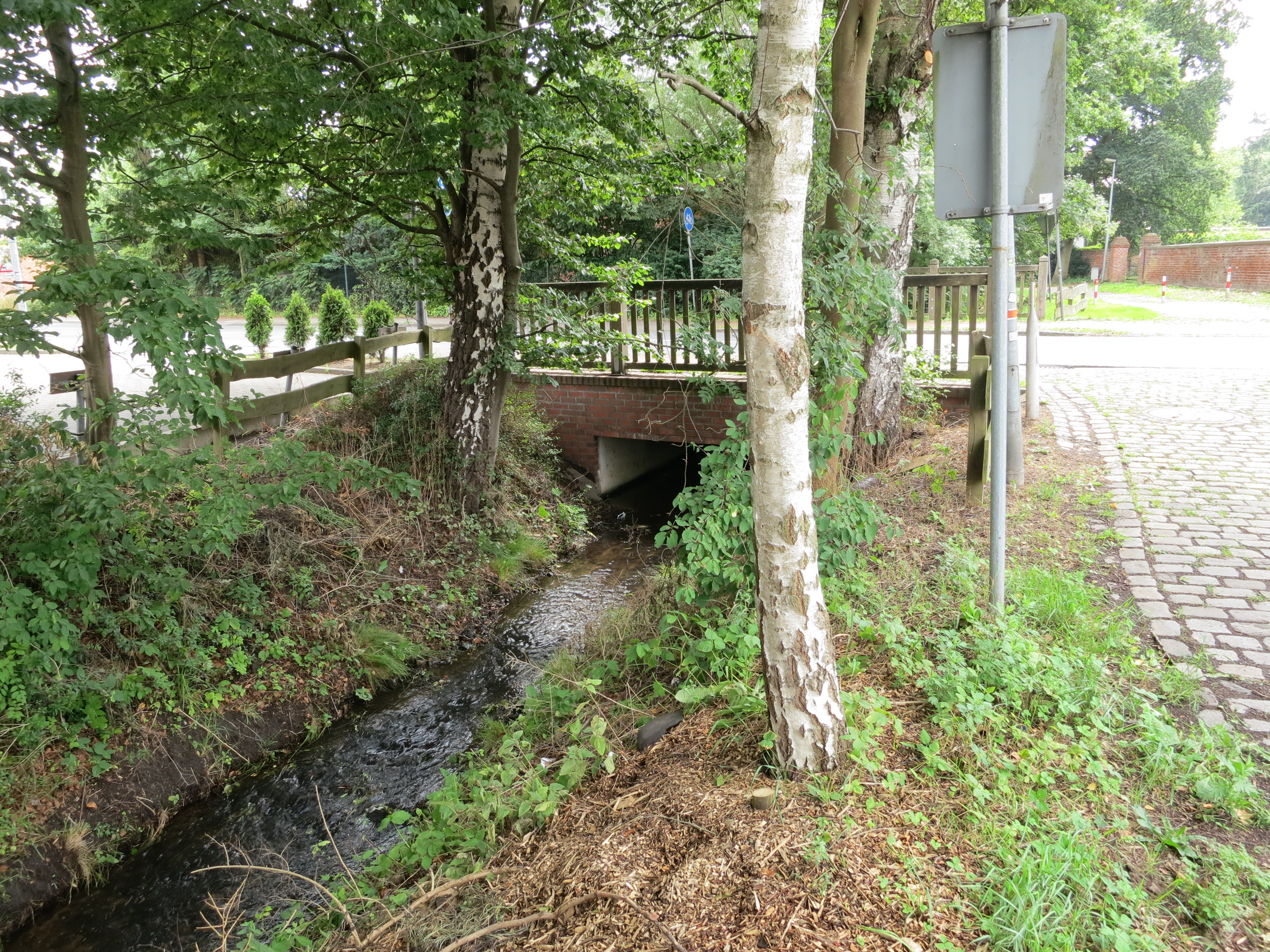
Unterquerung der Straße "Im Mühlengrunde"
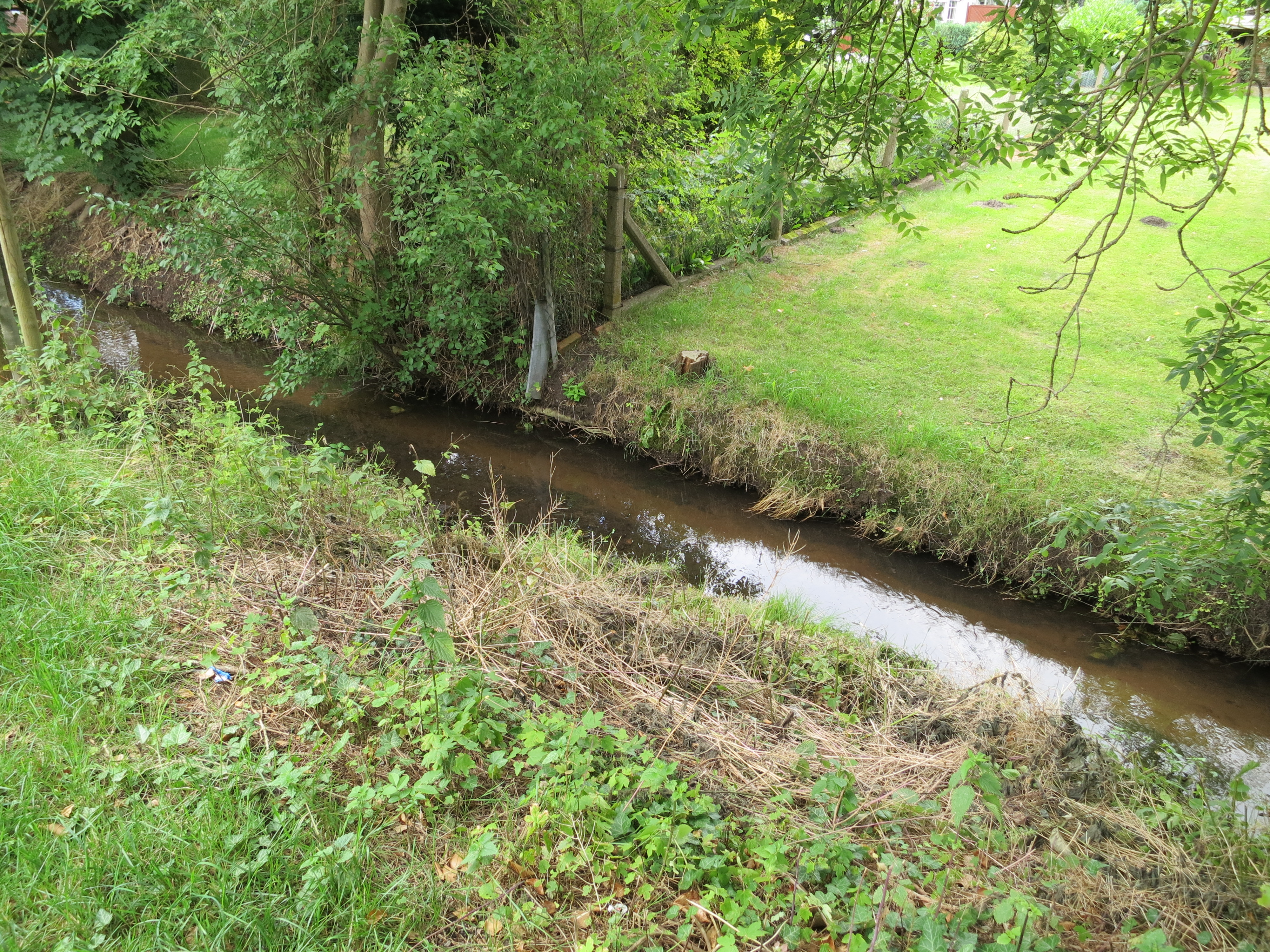
An der Straße "Achter de Beeke"
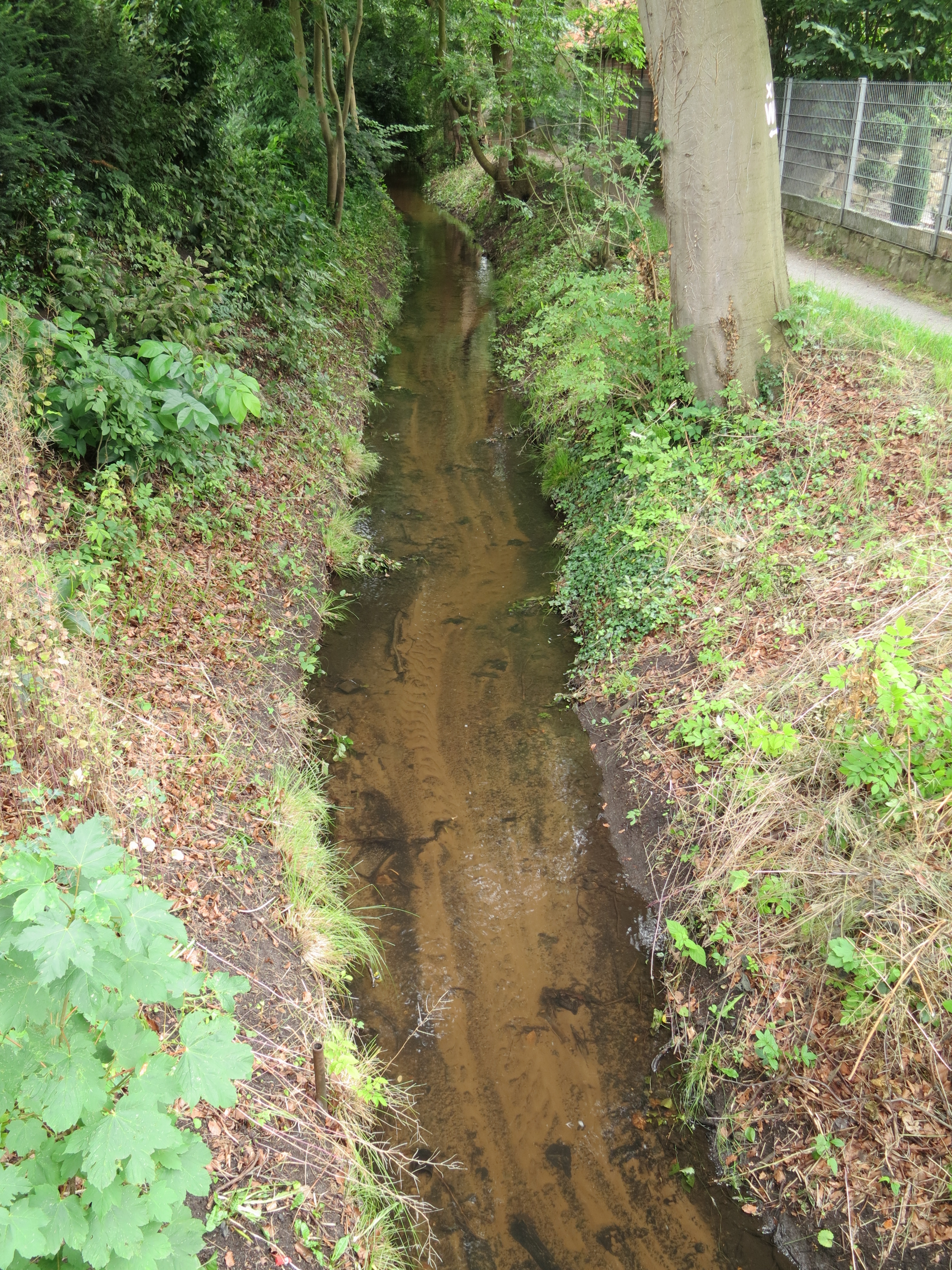
An der Straße "Sudweyher Beeke"